# Fredrik Lennman (militär)
Fredrik Wilhelm Lennman, född den	13 maj 1840 i Karlskrona, död den 6 februari 1917 i Linköping, var en svensk sjöofficer (konteramiral).

## Biografi
Lennman antogs som kadett vid Kungliga Krigsakademien 1855. Då hade han redan tjänstgjort ombord fregatten Eugenie och deltagit i den beväpnade svensk-norska neutralitetsvakten året innan. Han utexaminerades som sjöofficer 1860 och utnämndes året efter till sekundlöjtnant. 
Lennman gjorde fyra långresor med korvetten Lagerbjelke samt ångkorvetterna Gefle och Balder. Bland sjökommenderingarna kan även nämnas tjänstgöring som fartygschef på kanonbåten Alfhild, Ångfregatten Vanadis och pansarbåten Svea. Lennman utnämndes till kommendörkapten 1887 och var chef för Exercis- och underbefälsskolan i Karlskrona 1889–1891, chef för ekipagedepartementet i Karlskrona 1891–1893, utsågs till kommendör 1893 och var kommendant vid Karlskrona örlogsstation 1893–1897 och chef för Stockholms örlogsstation 1897–1903, från 1899 som konteramiral. Han tog avsked 1903.
Vid sidan om den ordinarie tjänsten ingick Lennman som ledamot i kommissionen för granskning av flottans reglemente samt i undervisningskommissionen. Han var ordförande i kommissionen för antagning av värvat manskap 1888–1889 och tjänstgjorde som ledamot i Högsta domstolen 1903 och 1906.
Lennman blev ledamot av Kungliga Örlogsmannasällskapet 1884 med invalsnummer 298 och var dess sekreterare 1889–1891 samt vice ordförande 1895–1897. År 1899 upphöjdes han till hedersledamot.
Lennman var även invald ledamot av Kungliga Krigsvetenskapsakademien, av andra klassen 1898 och av första klassen följande år. Under en period fungerade han som dess andre styresman.
I det civila var Lennman stadsfullmäktig i Karlskrona under sju år. Han deltog även i bildandet av Allmänna valmansförbundet och fungerade under en period som dess ordförande. 1902–1905 var Lennman ordförande i Kungliga Svenska Segelsällskapet.
Lennman var son till regementsskrivaren Berndt Gustaf Lennman och Fredrique Elisabeth Lennman. Han gifte sig 1871 med Alice von Heidenstam (född 1850). Paret fick en son och två döttrar.